# 2013-as Formula–1 abu-dzabi nagydíj
Az abu-dzabi nagydíj volt a 2013-as Formula–1 világbajnokság tizenhetedik futama, amelyet 2013. november 1. és november 3. között rendeztek meg az Egyesült Arab Emírségekbeli Yas Marina Circuit-en.

## Szabadedzések

### Első szabadedzés
Az abu-dzabi nagydíj első szabadedzését november 1-jén, pénteken délután tartották.
| helyezés | versenyző         | csapat/motor         | elért idő | különbség | futott kör |
| -------- | ----------------- | -------------------- | --------- | --------- | ---------- |
| 1        | Romain Grosjean   | Lotus-Renault        | 1:44,241  | -         | 21         |
| 2        | Lewis Hamilton    | Mercedes             | 1:44,433  | +0,192    | 23         |
| 3        | Sebastian Vettel  | Red Bull-Renault     | 1:44,499  | +0,258    | 18         |
| 4        | Mark Webber       | Red Bull-Renault     | 1:44,712  | +0,471    | 20         |
| 5        | Nico Rosberg      | Mercedes             | 1:44,741  | +0,500    | 24         |
| 6        | Kimi Räikkönen    | Lotus-Renault        | 1:44,929  | +0,688    | 23         |
| 7        | Paul di Resta     | Force India-Mercedes | 1:45,040  | +0,799    | 20         |
| 8        | Jenson Button     | McLaren-Mercedes     | 1:45,099  | +0,858    | 20         |
| 9        | Pastor Maldonado  | Williams-Renault     | 1:45,150  | +0,909    | 24         |
| 10       | Sergio Pérez      | McLaren-Mercedes     | 1:45,331  | +1,090    | 20         |
| 11       | Nico Hülkenberg   | Sauber-Ferrari       | 1:45,378  | +1,137    | 23         |
| 12       | Fernando Alonso   | Ferrari              | 1:45,440  | +1,199    | 18         |
| 13       | Valtteri Bottas   | Williams-Renault     | 1:45,823  | +1,582    | 22         |
| 14       | James Calado      | Force India-Mercedes | 1:45,924  | +1,683    | 20         |
| 15       | Esteban Gutiérrez | Sauber-Ferrari       | 1:46,068  | +1,827    | 18         |
| 16       | Jean-Éric Vergne  | Toro Rosso-Ferrari   | 1:46,114  | +1,873    | 22         |
| 17       | Felipe Massa      | Ferrari              | 1:46,124  | +1,883    | 18         |
| 18       | Daniel Ricciardo  | Toro Rosso-Ferrari   | 1:46,126  | +1,885    | 21         |
| 19       | Charles Pic       | Caterham-Renault     | 1:47,600  | +3,359    | 22         |
| 20       | Heikki Kovalainen | Caterham-Renault     | 1:47,670  | +3,429    | 22         |
| 21       | Jules Bianchi     | Marussia-Cosworth    | 1:47,723  | +3,482    | 23         |
| 22       | Rodolfo González  | Marussia-Cosworth    | 1:49,565  | +5,324    | 22         |

### Második szabadedzés
Az abu-dzabi nagydíj második szabadedzését november 1-jén, pénteken este tartották.
| helyezés | versenyző           | csapat/motor         | elért idő | különbség | futott kör |
| -------- | ------------------- | -------------------- | --------- | --------- | ---------- |
| 1        | Sebastian Vettel    | Red Bull-Renault     | 1:41,335  | -         | 35         |
| 2        | Mark Webber         | Red Bull-Renault     | 1:41,490  | +0,155    | 32         |
| 3        | Lewis Hamilton      | Mercedes             | 1:41,690  | +0,355    | 37         |
| 4        | Kimi Räikkönen      | Lotus-Renault        | 1:41,726  | +0,391    | 42         |
| 5        | Nico Rosberg        | Mercedes             | 1:41,758  | +0,423    | 41         |
| 6        | Sergio Pérez        | McLaren-Mercedes     | 1:42,006  | +0,671    | 36         |
| 7        | Jenson Button       | McLaren-Mercedes     | 1:42,010  | +0,675    | 31         |
| 8        | Fernando Alonso     | Ferrari              | 1:42,171  | +0,836    | 31         |
| 9        | Nico Hülkenberg     | Sauber-Ferrari       | 1:42,324  | +0,989    | 41         |
| 10       | Felipe Massa        | Ferrari              | 1:42,440  | +1,105    | 36         |
| 11       | Esteban Gutiérrez   | Sauber-Ferrari       | 1:42,509  | +1,174    | 39         |
| 12       | Romain Grosjean     | Lotus-Renault        | 1:42,607  | +1,272    | 18         |
| 13       | Paul di Resta       | Force India-Mercedes | 1:42,806  | +1,471    | 27         |
| 14       | Pastor Maldonado    | Williams-Renault     | 1:42,952  | +1,617    | 36         |
| 15       | Adrian Sutil        | Force India-Mercedes | 1:42,998  | +1,663    | 27         |
| 16       | Daniel Ricciardo    | Toro Rosso-Ferrari   | 1:43,152  | +1,817    | 29         |
| 17       | Jean-Éric Vergne    | Toro Rosso-Ferrari   | 1:43,271  | +1,936    | 36         |
| 18       | Valtteri Bottas     | Williams-Renault     | 1:43,565  | +2,230    | 36         |
| 19       | Giedo van der Garde | Caterham-Renault     | 1:44,138  | +2,803    | 35         |
| 20       | Jules Bianchi       | Marussia-Cosworth    | 1:44,459  | +3,124    | 35         |
| 21       | Charles Pic         | Caterham-Renault     | 1:44,525  | +3,190    | 38         |
| 22       | Max Chilton         | Marussia-Cosworth    | 1:45,565  | +4,230    | 27         |

### Harmadik szabadedzés
Az abu-dzabi nagydíj harmadik szabadedzését november 2-án, szombaton délután tartották.
| helyezés | versenyző           | csapat/motor         | elért idő | különbség | futott kör |
| -------- | ------------------- | -------------------- | --------- | --------- | ---------- |
| 1        | Sebastian Vettel    | Red Bull-Renault     | 1:41,349  | -         | 19         |
| 2        | Mark Webber         | Red Bull-Renault     | 1:41,571  | +0,222    | 17         |
| 3        | Lewis Hamilton      | Mercedes             | 1:41,580  | +0,231    | 18         |
| 4        | Nico Rosberg        | Mercedes             | 1:41,721  | +0,372    | 19         |
| 5        | Romain Grosjean     | Lotus-Renault        | 1:41,832  | +0,483    | 19         |
| 6        | Jenson Button       | McLaren-Mercedes     | 1:41,956  | +0,607    | 19         |
| 7        | Nico Hülkenberg     | Sauber-Ferrari       | 1:42,055  | +0,706    | 19         |
| 8        | Esteban Gutiérrez   | Sauber-Ferrari       | 1:42,282  | +0,933    | 19         |
| 9        | Kimi Räikkönen      | Lotus-Renault        | 1:42,387  | +1,038    | 18         |
| 10       | Jean-Éric Vergne    | Toro Rosso-Ferrari   | 1:42,457  | +1,108    | 21         |
| 11       | Fernando Alonso     | Ferrari              | 1:42,516  | +1,167    | 15         |
| 12       | Paul di Resta       | Force India-Mercedes | 1:42,681  | +1,332    | 23         |
| 13       | Valtteri Bottas     | Williams-Renault     | 1:42,698  | +1,349    | 19         |
| 14       | Felipe Massa        | Ferrari              | 1:42,702  | +1,353    | 16         |
| 15       | Daniel Ricciardo    | Toro Rosso-Ferrari   | 1:42,727  | +1,378    | 18         |
| 16       | Pastor Maldonado    | Williams-Renault     | 1:42,798  | +1,449    | 18         |
| 17       | Adrian Sutil        | Force India-Mercedes | 1:42,989  | +1,640    | 22         |
| 18       | Sergio Pérez        | McLaren-Mercedes     | 1:43,142  | +1,793    | 15         |
| 19       | Giedo van der Garde | Caterham-Renault     | 1:44,472  | +3,123    | 20         |
| 20       | Charles Pic         | Caterham-Renault     | 1:44,728  | +3,379    | 21         |
| 21       | Max Chilton         | Marussia-Cosworth    | 1:45,621  | +4,272    | 20         |
| 22       | Jules Bianchi       | Marussia-Cosworth    | 1:47,506  | +6,157    | 15         |

## Időmérő edzés
Az abu-dzabi nagydíj időmérő edzését november 2-án, szombaton futották.
| helyezés              | rajtszám | versenyző           | csapat/motor         | 1. rész  | 2. rész  | 3. rész  | rajthely |
| --------------------- | -------- | ------------------- | -------------------- | -------- | -------- | -------- | -------- |
| 1                     | 2        | Mark Webber         | Red Bull-Renault     | 1:41,568 | 1:40,575 | 1:39,957 | 1        |
| 2                     | 1        | Sebastian Vettel    | Red Bull-Renault     | 1:41,683 | 1:40,781 | 1:40,075 | 2        |
| 3                     | 9        | Nico Rosberg        | Mercedes             | 1:41,420 | 1:40,473 | 1:40,419 | 3        |
| 4                     | 10       | Lewis Hamilton      | Mercedes             | 1:40,693 | 1:40,477 | 1:40,501 | 4        |
| kiz                   | 7        | Kimi Räikkönen      | Lotus-Renault        | 1:41,276 | 1:40,971 | 1:40,542 | 22 [1]   |
| 6                     | 11       | Nico Hülkenberg     | Sauber-Ferrari       | 1:41,631 | 1:40,931 | 1:40,576 | 5        |
| 7                     | 8        | Romain Grosjean     | Lotus-Renault        | 1:41,447 | 1:40,948 | 1:40,997 | 6        |
| 8                     | 4        | Felipe Massa        | Ferrari              | 1:41,254 | 1:40,989 | 1:41,015 | 7        |
| 9                     | 6        | Sergio Pérez        | McLaren-Mercedes     | 1:41,687 | 1:40,812 | 1:41,068 | 8        |
| 10                    | 19       | Daniel Ricciardo    | Toro Rosso-Ferrari   | 1:41,884 | 1:40,852 | 1:41,111 | 9        |
| 11                    | 3        | Fernando Alonso     | Ferrari              | 1:41,397 | 1:41,093 |          | 10       |
| 12                    | 14       | Paul di Resta       | Force India-Mercedes | 1:41,676 | 1:41,133 |          | 11       |
| 13                    | 5        | Jenson Button       | McLaren-Mercedes     | 1:41,817 | 1:41,200 |          | 12       |
| 14                    | 18       | Jean-Éric Vergne    | Toro Rosso-Ferrari   | 1:41,692 | 1:41,279 |          | 13       |
| 15                    | 16       | Pastor Maldonado    | Williams-Renault     | 1:41,365 | 1:41,395 |          | 14       |
| 16                    | 17       | Valtteri Bottas     | Williams-Renault     | 1:41,862 | 1:41,447 |          | 15       |
| 17                    | 12       | Esteban Gutiérrez   | Sauber-Ferrari       | 1:41,999 |          |          | 16       |
| 18                    | 15       | Adrian Sutil        | Force India-Mercedes | 1:42,051 |          |          | 17       |
| 19                    | 21       | Giedo van der Garde | Caterham-Renault     | 1:43,252 |          |          | 18       |
| 20                    | 20       | Jules Bianchi       | Marussia-Cosworth    | 1:43,398 |          |          | 21 [2]   |
| 21                    | 22       | Charles Pic         | Caterham-Renault     | 1:43,528 |          |          | 19       |
| 22                    | 23       | Max Chilton         | Marussia-Cosworth    | 1:44,198 |          |          | 20       |
| 107%-os idő: 1:47,741 |          |                     |                      |          |          |          |          |

Megjegyzés
- ↑ 1:  Az időmérő edzést követően a sportfelügyelőség túl hajlékonynak találta Kimi Räikkönen autójának a padlólemezét, ezért kizárták az időmérő edzésről, és törölték az elért eredményeit. Räikkönen így a rajtrács végére került.[1]
- ↑ 2:  Jules Bianchi autójában váltócserét hajtottak végre, ezért 5 helyes rajtbüntetést kapott.[2]

## Futam
Az abu-dzabi nagydíj futamát november 3-án, vasárnap rendezték.
| helyezés | rajtszám | versenyző           | csapat/motor         | futott kör | idő/kiesés oka | rajthely | pont |
| -------- | -------- | ------------------- | -------------------- | ---------- | -------------- | -------- | ---- |
| 1        | 1        | Sebastian Vettel    | Red Bull-Renault     | 55         | 1:38:06,106    | 2        | 25   |
| 2        | 2        | Mark Webber         | Red Bull-Renault     | 55         | +30,829        | 1        | 18   |
| 3        | 9        | Nico Rosberg        | Mercedes             | 55         | +33,650        | 3        | 15   |
| 4        | 8        | Romain Grosjean     | Lotus-Renault        | 55         | +34,802        | 6        | 12   |
| 5        | 3        | Fernando Alonso     | Ferrari              | 55         | +1:07,181      | 10       | 10   |
| 6        | 14       | Paul di Resta       | Force India-Mercedes | 55         | +1:18,174      | 11       | 8    |
| 7        | 10       | Lewis Hamilton      | Mercedes             | 55         | +1:19,267      | 4        | 6    |
| 8        | 4        | Felipe Massa        | Ferrari              | 55         | +1:22,886      | 7        | 4    |
| 9        | 6        | Sergio Pérez        | McLaren-Mercedes     | 55         | +1:31,198      | 8        | 2    |
| 10       | 15       | Adrian Sutil        | Force India-Mercedes | 55         | +1:33,257      | 17       | 1    |
| 11       | 16       | Pastor Maldonado    | Williams-Renault     | 55         | +1:35,989      | 14       |      |
| 12       | 5        | Jenson Button       | McLaren-Mercedes     | 55         | +1:43,767      | 12       |      |
| 13       | 12       | Esteban Gutiérrez   | Sauber-Ferrari       | 55         | +1:44,295      | 16       |      |
| 14       | 11       | Nico Hülkenberg     | Sauber-Ferrari       | 54         | +1 kör         | 5        |      |
| 15       | 17       | Valtteri Bottas     | Williams-Renault     | 54         | +1 kör         | 15       |      |
| 16       | 19       | Daniel Ricciardo    | Toro Rosso-Ferrari   | 54         | +1 kör         | 9        |      |
| 17       | 18       | Jean-Éric Vergne    | Toro Rosso-Ferrari   | 54         | +1 kör         | 13       |      |
| 18       | 21       | Giedo van der Garde | Caterham-Renault     | 54         | +1 kör         | 18       |      |
| 19       | 20       | Charles Pic         | Caterham-Renault     | 54         | +1 kör         | 19       |      |
| 20       | 22       | Jules Bianchi       | Marussia-Cosworth    | 53         | +2 kör         | 21       |      |
| 21       | 23       | Max Chilton         | Marussia-Cosworth    | 53         | +2 kör         | 20       |      |
| ki       | 7        | Kimi Räikkönen      | Lotus-Renault        | 0          | felfüggesztés  | 22       |      |

## A világbajnokság állása a verseny után
| H   | Versenyzők       | Pont | H   | Konstruktőrök        | Pont |
| --- | ---------------- | ---- | --- | -------------------- | ---- |
| 1.  | Sebastian Vettel | 347  | 1.  | Red Bull-Renault     | 513  |
| 2.  | Fernando Alonso  | 217  | 2.  | Mercedes             | 334  |
| 3.  | Kimi Räikkönen   | 183  | 3.  | Ferrari              | 323  |
| 4.  | Lewis Hamilton   | 175  | 4.  | Lotus-Renault        | 297  |
| 5.  | Mark Webber      | 166  | 5.  | McLaren-Mercedes     | 95   |
| 6.  | Nico Rosberg     | 159  | 6.  | Force India-Mercedes | 77   |
| 7.  | Romain Grosjean  | 114  | 7.  | Sauber-Ferrari       | 45   |
| 8.  | Felipe Massa     | 106  | 8.  | Toro Rosso-Ferrari   | 32   |
| 9.  | Jenson Button    | 60   | 9.  | Williams-Renault     | 1    |
| 10. | Paul di Resta    | 48   | 10. | Marussia-Cosworth    | 0    |

(A teljes táblázat)

## Statisztikák
- Vezető helyen:
  - Sebastian Vettel : 55 kör (1-55)
- Mark Webber 13. pole-pozíciója.
- Fernando Alonso 21. leggyorsabb köre.
- Sebastian Vettel 37. győzelme.
- A Red Bull 45. győzelme, 100. dobogós helyezése.
- Sebastian Vettel 60., Mark Webber 40., Nico Rosberg 11. dobogós helyezése.